# 山西现代双语学校
山西现代双语学校是一所山西省民办普通全封闭寄宿制学校。

## 介绍
山西现代双语学校成立于1999年，由台基集团耗资1.8亿元人民币建设，并在北校创建之后收购位于榆次区大学城的新兴中学建立南校。
2015年，山西现代双语北校合并至南校，合称山西现代双语学校南校。
2019年8月14日，晋中市教育局发布文件《关于同意设立“晋中大唐现代双语中学”的批复》，同意在晋中市榆次区文华街与东外环交汇处设立全日制初中、普高学校“大唐现代双语”，这也是山西现代双语学校迁址文教城以来，又一座外设分校。